# Associazione Calcio Femminile Milan 1980
Questa voce raccoglie le informazioni riguardanti l'Associazione Calcio Femminile Milan nelle competizioni ufficiali della stagione 1980.

## Organigramma societario

### Area tecnica
- Dirigenti accompagnatori: Italo Ambrogio Quintini, Bruno Scotton e Ornella Ferrari
- Dir. addetto all'arbitro: Oris Scotton
- Massaggiatore: Luigi Bonizzoni

## Rosa
| N. |                   | Ruolo | Calciatrice        |
| -- | ----------------- | ----- | ------------------ |
| 10 | Italia (bandiera) | A     | Viviana Bontacchio |
| 8  | Italia (bandiera) | A     | Elena Boselli      |
| 5  | Italia (bandiera) | D     | Rosalba Canzi      |
| 3  | Italia (bandiera) | D     | Ivana Clerici      |
| 11 | Italia (bandiera) | A     | Patrizia Ferrario  |
| 6  | Italia (bandiera) | C     | Patrizia Fortunato |
| 4  | Italia (bandiera) | D     | Maria Mariotti     |

| N. |                   | Ruolo | Calciatrice       |
| -- | ----------------- | ----- | ----------------- |
|    | Italia (bandiera) |       | Nadia Melargo     |
| 9  | Italia (bandiera) | A     | Annarita Pegoraro |
| 7  | Italia (bandiera) | C     | Amneris Pinelli   |
| 7  | Italia (bandiera) | C     | Gabriella Scotton |
| 1  | Italia (bandiera) | P     | Daniela Sogliani  |
| 2  | Italia (bandiera) | D     | Anna Stopar       |